# 23. podmorniška flotilja (Wehrmacht)
Za druge 23 flotilje glejte 23. flotilja.
23. podmorniška flotilja je bila sprva bojna, nato pa šolska podmorniška flotilja v sestavi Kriegsmarine med drugo svetovno vojno.
Med vojno sta obstajali dve formaciji s tem imenom.

## Baze
- september 1941 - maj 1942: Salamis
- avgust 1943 - maj 1945: Danzig

## Podmornice
Razredi podmornic
- prva formacija: VIIB, VIIC
- druga formacija: VIIA, VIIB, VIIC

Seznam podmornic
- prva formacija: U-75, U-77, U-79, U-83, U-97, U-133, U-331, U-371, U-559
- druga formacija:

## Poveljstvo
Poveljnik
- Kapitanporočnik Fritz Frauenheim (september 1941 - maj 1942)
- Kapitan korvete Otto von Bülow (avgust 1943 - maj 1945)